# Rabé de las Calzadas
Rabé de las Calzadas település Spanyolországban, Burgos tartományban. Rabé de las Calzadas Frandovínez, Estépar, Hornillos del Camino, Las Quintanillas, Tardajos, Revilla del Campo és Buniel községekkel határos. Lakosainak száma 250 fő (2024).

## Népesség
A település népessége az utóbbi években az alábbiak szerint változott:
| Lakosok száma | 170  | 154  | 196  | 213  | 221  | 214  | 223  | 220  | 232  | 250  |
|               | 2001 | 2004 | 2006 | 2009 | 2011 | 2014 | 2016 | 2019 | 2021 | 2024 |